# Guldsmedstorpet

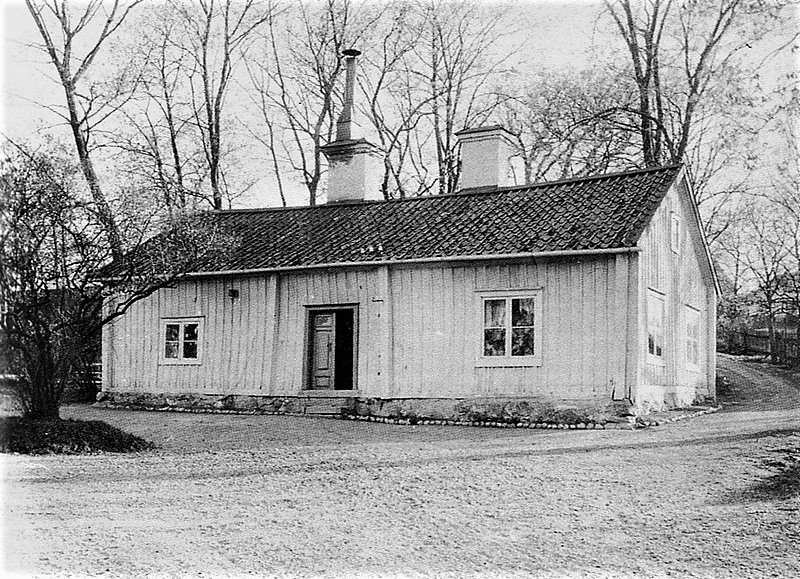
Guldsmedstorpet 1928. Bromma Hembygdsförenings arkiv.

Guldsmedstorpet, även benämnt Färjkarlstorpet, Färjartorpet, Ulvsunda färjetorp, senare Traneberg, var ett torp som låg i stadsdelen Traneberg i Bromma i västra Stockholm. Torpet byggdes omkring 1700 och revs 1937.

## Krogen Guldsmedstorpets byggnad

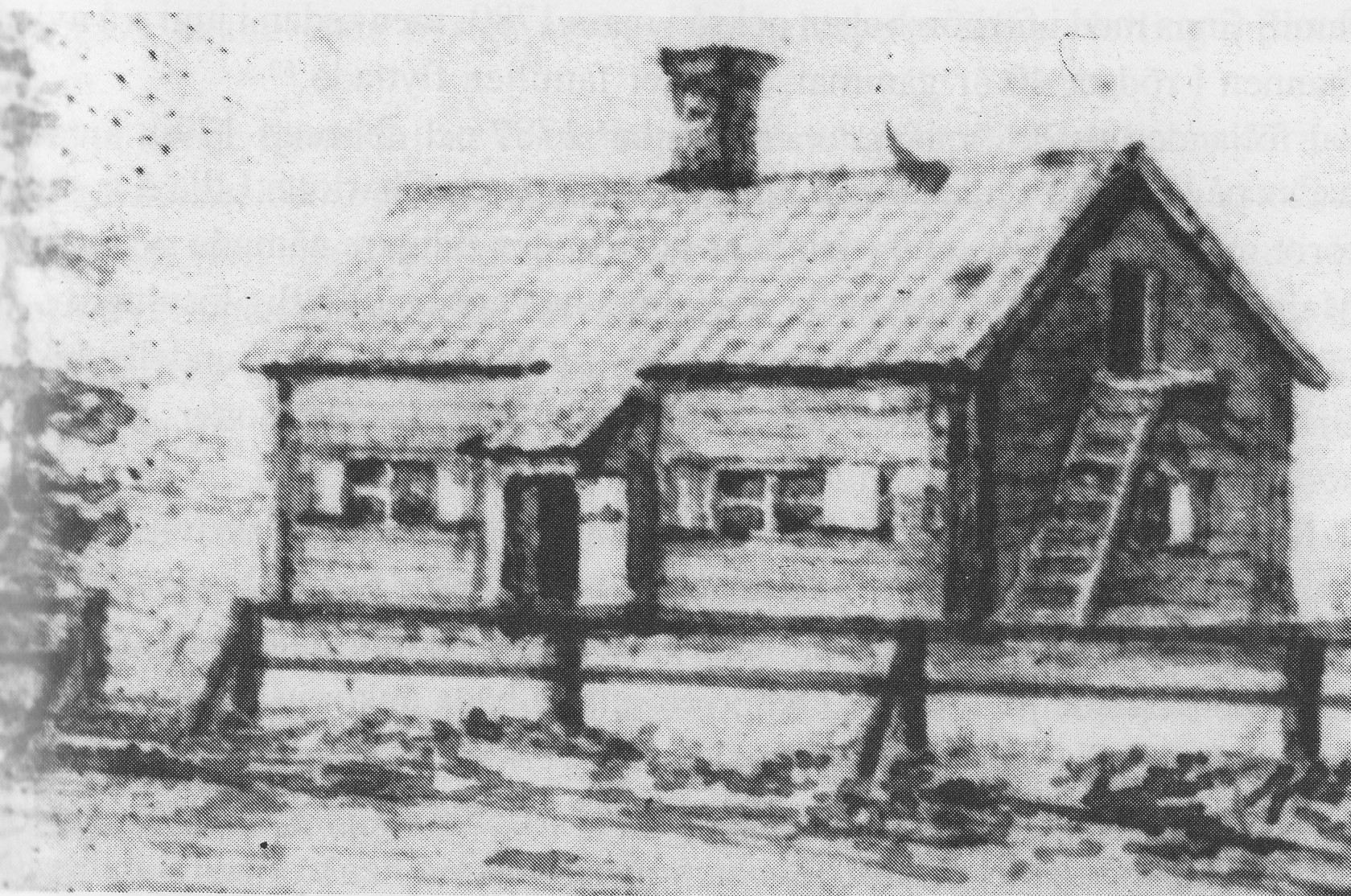
Tranebergs krog 1830 enligt Loviselundsspelet. Tranebergs krog avbildad i ett tärningsspel med verser och bilder från år 1830. Avfotograferingar av ett "Lottospel" av obestämd ålder i Stadsmuseets bildarkiv.

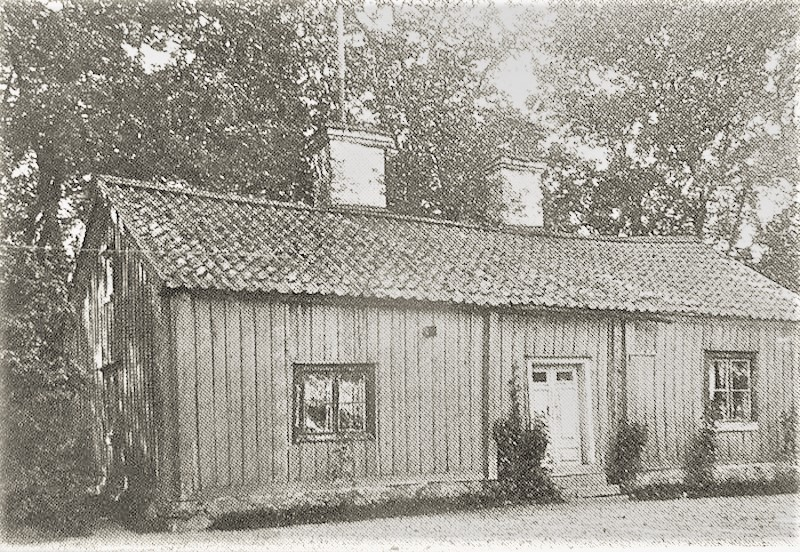
Guldsmedstorpet vid Tranebergssundet på ett äldre fotografi, troligen från 1910-talet, från Stockholms stadsmuseum. Torpet byggdes omkring år 1700 och revs 1937.

Krogen Guldsmedstorpet var en byggnad av parstugetyp, den var knuttimrad i en våning. Vid vardera gaveln låg ett stort rum, medan mittpartiet upptogs av förstuga och en bakomliggande kammare. Ett av de båda gavelrummen, det högra eller norra rummet, hade delats på längden och två fönster hade tagits upp på gaveln. Det rum som vette mot främre långsidan var inrett till kök.
Byggnaden låg 30 meter väster om nuvarande mangårdsbyggnad, Tranebergs gård. År 1734 hade stugan torvtak, men av foton från 1920-talet framgår att stugan då var försedd med tegeltak. Stugan användes, åtminstone delvis, för gäster på värdshuset.

## Historik

### Brommas torp under 1600- till 1800-talen
Några av Brommas torp byggdes redan på 1600-talet och nya torp byggdes under 1700-talet. De flesta torpen är nu borta, men namnen finns kvar. Förmögna stockholmare köpte torp i slutet av 1700-talet och gjorde dem till sommarställen. 
Under 1700-talet byggdes nya torp i Bromma. Namnen finns ännu kvar, medan de flesta torpen är borta. Guldsmedstorpet hör till de torp som är borta. Några däremot är kvar, som Dragontorpet Abrahamsberg på Gustav III:s väg, Ladugårdskarlens torpstuga vid Stora Ängby, Lilla Ängby gård i Blackeberg, Norrby båtsmanstorp i Riksby, Olovslunds torp i Olovslund och Torpet Lugnet i Judarskogens naturreservat. Torpet Löfåsen var, liksom Guldsmedstorpet, ett torp under Ulvsunda.

### Tranebergs gård

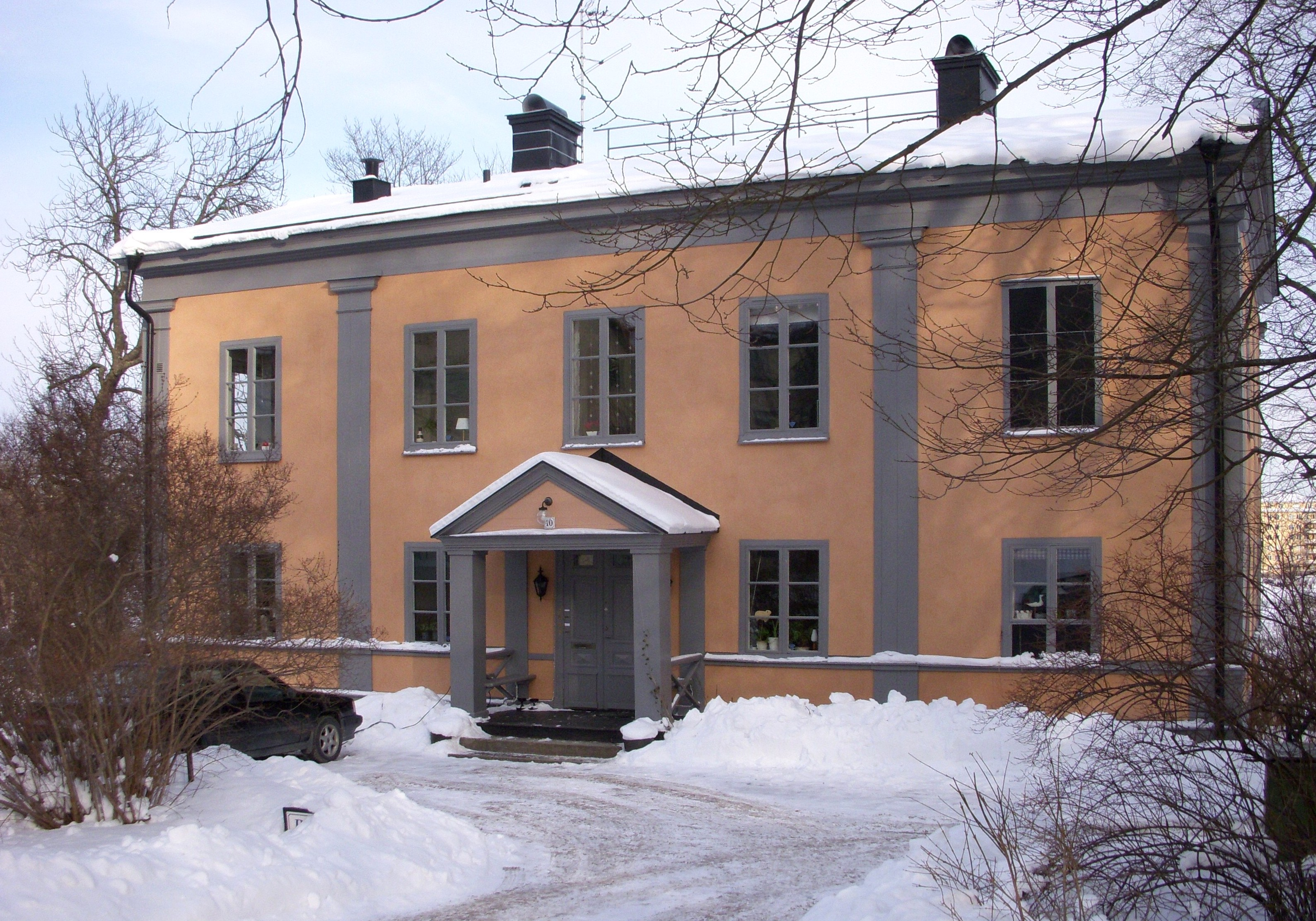
Tranebergs gård vid Ulvsundasjön, där krog- och värdshusrörelse bedrevs.

Bengt Trana (född 1680, död 18 april 1762) och Anna Gertrud Trana (född 6 juni 1676, död 7 juni 1746) "förenade sina öden" den 30 oktober 1728. Under 1720- och 30-talen hade traktören Bengt Trana servering och värdshus här, Trana var den som sedermera gav stadsdelen sitt namn. Bengt Trana med hustru Anna Gertrud kom 1729 till Guldsmedstorpet som arrendatorer och då utvidgades krog- och värdshusrörelsen, som tidigare påbörjats i torpet. Den etablerade serveringen och värdshuset blev sedermera känt som Tranebergs värdshus. De torde omedelbart ha flyttat in i Guldsmedstorpet, där de återfinns i mantalslängden för 1729, som upprättades i slutet av 1728. Ända från början idkade Bengt Trana troligen serveringsrörelse vid torpet. Paret tycks också snabbt ha accepterats i socknen och kommit med i umgängeslivet, ty han nämns som traktör och inte enbart med den socialt enklare benämningen krögare. Krog- och värdshusrörelsen utvidgades och bedrevs i den närliggande gården, som blev Tranebergs gård. Våren 1734 upprättades ett arrendekontrakt för Bengt Trana, där rättigheter och skyldigheter utförligt reglerades. Kontraktet löpte på tre år med möjlighet till förlängning. Kontraktet är daterat den 28 mars 1734.

### Guldsmeden Jörgen Letzlai
År 1722 var guldsmeden Jörgen Letzlai verksam i torpet och torpet kallas då Guldsmedstorpet. Han arbetade som guldsmed åt herrskapet på Ulvsunda slott. I mantalslängderna nämnas olika inbyggare. År 1724 nämns till exempel en färjkarl Lundberg, även benämnd "traktör". Detta tyder på att färjeverksamheten kombinerades med krog eller servering. År 1725 nämns färjekarlen Carl Smidt. År 1729 kom traktören Bengt Trana med hustru Anna Gertrud till Guldsmedstorpet. De arrenderade torpet och den krog- och värdshusrörelse, som tidigare hade påbörjats i torpet utvidgades. Egendomen förvärvades 1810 av borgaren Abraham Keijser och området avstyckades från Ulvsunda slott.  År 1833 började torpet att kallas för Traneberg.